# Jan Sobieski (1683–1685)
Jan Sobieski (ur. 4 czerwca 1683, zm. 1685, przed 12 kwietnia) – królewicz polski, najmłodszy syn Jana III Sobieskiego i Marii Kazimiery d’Arquien.

## Życiorys
Jan Sobieski urodził się na krótko przed wyprawą swego ojca pod Wiedeń. Wzmianki o nim pojawiają się w listach króla Jana III Sobieskiego z wyprawy przeciw Turkom, w których nazywa swojego syna Filonikiem. Najmłodszy syn królewski został również uwieczniony na obrazie Jerzego Siemiginowskiego-Eleutera Portret Marii Kazimiery z dziećmi, znajdującym się w Pałacu w Wilanowie. Jan Sobieski żył zaledwie dwa lata. Uroczystości pogrzebowe królewicza odbyły się 12 i 13 kwietnia 1685.